# فرودگاه کی‌استون هایتس
فرودگاه کی‌استون هایتس (به انگلیسی: Keystone Heights Airport) یک فرودگاه همگانی است که یک باند فرود آسفالت دارد و طول باند آن ۱۵۳۷ متر است. این فرودگاه در شهر کی‌استون هایتس، فلوریدا کشور ایالات متحده آمریکا قرار دارد و در ارتفاع ۵۹٫۷ متری از سطح دریا واقع شده است.